# Partido Encuentro Social
El Partido Encuentro Social (acrònim: PES) era un partit polític mexicà de centredreta. Va obtenir el registre com a partit polític nacional el 2014 i el va perdre el 2018. Actualment es manté com a partit polític estatal en Morelos, San Luis Potosí, Sonora i Yucatán.
Va ser fundat per Hugo Eric Flores Cervantes com a associació civil el 2003, i va obtenir el registre com a partit polític estatal a Baixa Califòrnia el 30 d'octubre de 2006 i com a partit polític nacional pel Institut Nacional Electoral el 9 de juliol de 2014.
Va ser membre de la coalició Juntos Haremos Historia, amb el Partit del Treball (PT) i el Moviment Regeneració Nacional (MORENA), encapçalat per Andrés Manuel López Obrador per a les eleccions federals de 2018. Va obtenir 56 diputats federals i 8 senadors de la república.